# Axelle Étienne
Axelle Étienne est une coureuse cycliste française spécialiste du BMX née le 26 mars 1998. Quadruple championne de France de BMX, elle est également médaillée de bronze aux mondiaux 2019.

## Biographie
Axelle naît à Bondy et grandit à Vaujours, dans le département de la Seine-Saint-Denis. Ses parents sont originaires de l'île de la Guadeloupe.
Elle commence le BMX à l'âge de 8 ans, encouragée par son frère Patrick, qui pratiquait déjà cette discipline. Douée d'un talent très précoce, elle intègre rapidement le club de Lempdes BMX Auvergne avant de rejoindre le Pôle France Jeunes BMX à Bourges en 2012. Elle glanera ses premiers titres de Championne de France Cadette en 2013 et 2014 respectivement à Massy et Saint-Quentin-en-Yvelines.
En 2015, en tant que Junior, elle remporte la quasi-totalité des compétitions majeures de sa catégorie lors d'un mois de juillet fantastique. La tricolore réalise le triplé en décrochant l'or aux Championnats de France, aux Championnats d'Europe ainsi qu'aux Championnats du Monde de BMX à Zolder. L'année suivante, Axelle rejoint le Pôle France du Vélodrome de Saint-Quentin-en-Yvelines. Elle débute également très bien sa saison remportant en février l'Open Elite BMX Indoor de Caen. Elle est alors annoncée par une partie des observateurs comme une sèrieuse chance de médaille pour la France aux Jeux Olympiques de Rio 2016.    
Malheureusement, une fracture de la cheville subite lors de la 3e manche de Coupe du monde Elite à Papendal l'empêche de participer aux Championnats du Monde et remet en cause sa participation aux JO. Elle sera tout de même sélectionnée dans le Groupe France Rio 2016 en tant que remplaçante,. Axelle se relèvera très vite de la désillusion des Jeux Olympiques en obtenant dès décembre la première place au 21e Open Elite Indoor de Saint-Etienne.
En juillet 2017, elle décroche la médaille d'or aux Championnats de France à Bordeaux. Une première pour elle en catégorie Elite. Malgré une chute en finale des Championnats d'Europe où elle n'obtiendra que la 8e place, Axelle signera par contre une belle 5e place à l'occasion de ses premiers Championnats du Monde Elite. En novembre de la même année, le club Chambéry CF lui octroie une bourse d'études de 1 500 euros pour son deuxième prix au Souvenir Etienne-Fabre, une bourse honorant les jeunes cyclistes poursuivant des études supérieures. Titulaire d'un BAC Scientifique obtenu avec une année d'avance, elle souhaite devenir kinésithérapeute à la fin de sa formation en biochimie. En juin 2018, elle rejoint l'« Armée des champions », un dispositif d'accompagnement pour athlètes de haut niveau leur permettant de se consacrer pleinement au sport et à la performance en vue de grandes échéances sportives, et notamment les Jeux Olympiques de Tokyo 2020. En 2021, elle participe à la course olympique de BMX et atteint la finale, où elle termine septième.
En 2023, elle subit une blessure à l'épaule en avril qui la tient hors des compétitions pendant cinq mois. Après cette pause forcée, elle monte sur le podium de Coupe du monde à Santiago del Estero.

## Décoration
- Médaille de la jeunesse, des sports et de l'engagement associatif, argent (2025)[18].

## Palmarès

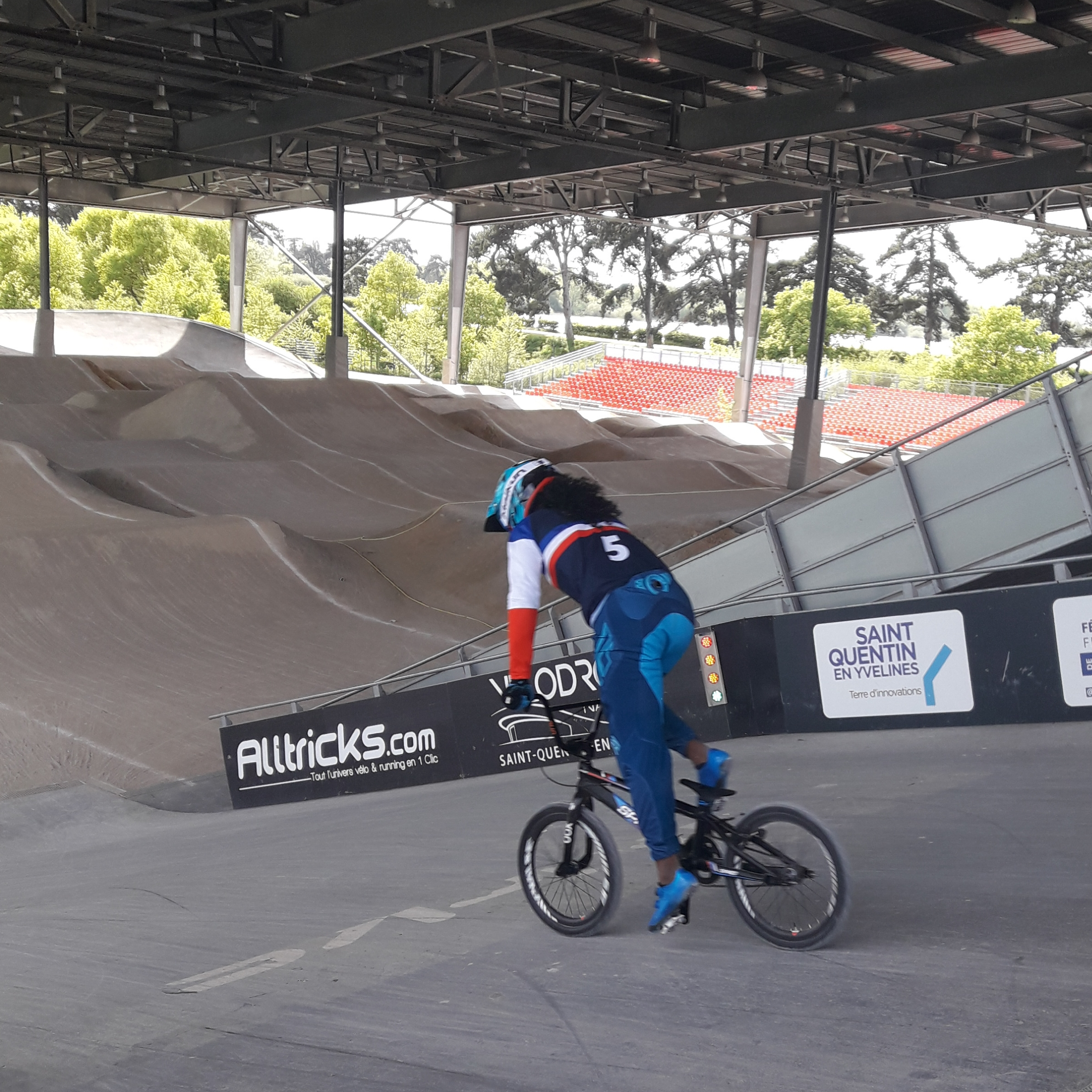
Axelle Étienne lors d'un entraînement au Vélodrome de Saint-Quentin-en-Yvelines

### Jeux olympiques
- Tokyo 2020
  - 7e de la finale du BMX
- Paris 2024
  - 7e de la finale du BMX

### Championnats du monde
- Pietermaritzburg 2010
  -  Championne du monde de BMX benjamines
- Copenhague 2011
  -  Médaillée d'argent du BMX minimes
- Auckland 2013
  -  Championne du monde de BMX cadettes
- Rotterdam 2014
  -  Championne du monde de BMX cadettes
- Zolder 2015
  -  Championne du monde de BMX juniors
- Heusen-Zolder 2019
  -  Médaillée de bronze du BMX
- Copenhague 2025
  - 8e du BMX

### Coupe du monde
- 2019 : 31e du classement général
- 2020 : 8e du classement général
- 2021 : 31e du classement général
- 2023 : 15e du classement général
- 2024 : 21e du classement général

### Championnats d'Europe
- Zolder 2015
  -  Championne d'Europe de BMX Juniors

### Championnats de France
- Massy 2013
  -  Championne de France de BMX cadettes
- Saint-Quentin-en-Yvelines 2014
  -  Championne de France de BMX cadettes
- Massy 2015
  -  Championne de France de BMX juniors
  -  Championne de France du contre-la-montre en BMX juniors
- Bordeaux 2017
  -  Championne de France de BMX
  -  Championne de France du contre-la-montre en BMX
- Sarzeau 2018
  - 3e du BMX
- Calais 2019
  - 2e du BMX
  - 2e du contre-la-montre en BMX
- Lempdes 2020
  -  Championne de France de BMX
- Sarrians 2021
  -  Championne de France de BMX
  -  Championne de France du contre-la-montre en BMX
- Lempdes 2024
  -  Championne de France de BMX
  -  Championne de France du contre-la-montre en BMX